# 霍恩施塔特
霍恩施塔特是德国巴登-符腾堡州的一个市镇。总面积11.64平方公里，总人口715人，其中男性347人，女性368人（2011年12月31日），人口密度61人/平方公里。